# Pánov (Hodonín)
Pánov je lokalita v severní části katastru města Hodonína, na okraji hodonínské Doubravy. Tento název nese ulice (část silnice II/432 z Hodonína směr Ratíškovice a slepá odbočka z ní), dále přilehlá přírodní památka (bývalý tankodrom) a malý rybníček v lese. U něj se okolo někdejší hájenky nachází odlehlá osada Na Pánově. Od zbytku města je Pánov oddělen silničním obchvatem I/55.
Ulice Hodonína novodobě zvaná Pánov se dříve jmenovala Rudolfova (Rudolfs-Straße) jakožto prodloužení dnešní Štefánikovy ulice, dříve též Rudolfs-Gasse, vedoucí z města směrem na Ratíškovice a Kyjov. Historicky zde stála hájovna, Pánov byl jedním z hodonínských hájemství. V oblasti Pánova se také nacházelo hodonínské letiště. Jsou zde průmyslové a technické areály (fotovoltaická elektrárna, vodojem), motokárové závodiště a paintballové hřiště. Oblast je obsloužena meziměstskými autobusovými linkami 664 (Hodonín–Kyjov) a 912 (Hodonín–Bzenec), zastávka Hodonín, Pánov.
Dne 24. června 2021 tuto část Hodonína spolu se čtvrtí Bažantnice zasáhla extrémní bouře s tornádem. Pánov patřil mezi lokality vůbec nejtragičtěji postižené touto pohromou, neboť na následky zranění zemřeli dva zdejší obyvatelé. Pánov byl zároveň posledním obydleným místem v trase tornáda, zaniklo 3 km severovýchodně odsud v lese u Ratíškovic.